# Tomice (Poznań)
Pour les articles homonymes, voir Tomice.
Tomice (prononciation : [tɔˈmit͡sɛ]) est un village polonais de la gmina de Stęszew dans le powiat de Poznań de la voïvodie de Grande-Pologne dans le centre-ouest de la Pologne.
Il se situe à environ 9 kilomètres au nord-ouest de Stęszew (siège de la gmina) et à 23 kilomètres à l'ouest de Poznań (siège du powiat et capitale régionale).

## Histoire

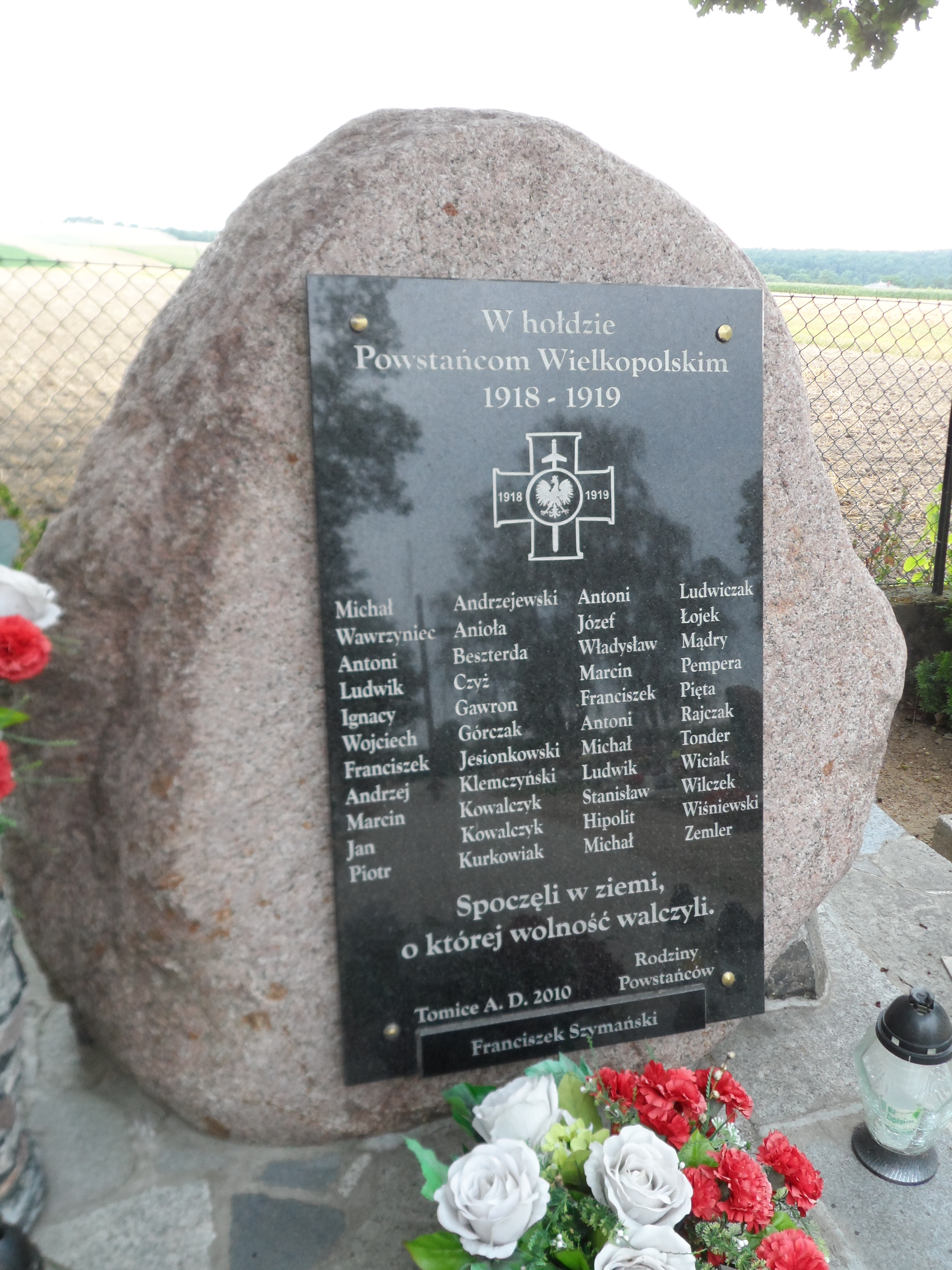
Une plaque commémorant les participants de Insurrection de Grande-Pologne (1918-1919) de Tomice et ses environs.

De 1975 à 1998, le village faisait partie du territoire de la voïvodie de Poznań.

Depuis 1999, Tomice est situé dans la voïvodie de Grande-Pologne.
Le village possède une population de 102 habitants en 2011.